# Yumare
Yumare est le chef-lieu de la municipalité de Manuel Monge dans l'État d'Yaracuy au Venezuela.